# Brokey
Brokey est une île d'Islande. Avec une superficie de 3,7 km2, elle est l'île la plus étendue de la baie de Breiðafjörður. Son point culminant est de 34 m d'altitude. L'île est étendue sur environ 1 km de largeur et 4 km de longueur. Sur l'île se trouvent les restes d'une fabrique de maïs, construite par l'agriculteur Vigfus Hjaltalin. 